# Shunroku Hata
Shunroku Hata (畑 俊六 Hata Shunroku?,  Prefectura de Fukushima, 26 de julio de 1879-Tokio, 10 de mayo de 1962) fue un militar japonés, ministro de Guerra y Mariscal de Campo durante la Segunda Guerra Mundial. Participó activamente en la segunda guerra sino-japonesa, siendo comandante en varias ocasiones del Ejército japonés desplegado en China.

## Biografía
Shunroku Hata nació en la prefectura de Fukushima en 1879, donde su padre era un ex-Samurái del Dominio feudal de Aizu. Tuvo un hermano (Eitaro Hata, 1872–1930) que fue general en el Ejército Imperial y comandante del Ejército de Kwantung en Manchukuo (1929-1930). En 1893, con 14 años, entró en la Academia del Ejército Imperial Japonés para realizar sus estudios militares, licenciándose en 1901 como segundo teniente de Artillería. 

### Carrera militar
Sirvió en la guerra ruso-japonesa (1904-1905) y años más tarde, 1912, fue destinado como Agregado militar en Alemania. Participó como observador militar en Europa durante la Primera Guerra Mundial y en calidad de tal asistió a la firma del Tratado de Versalles. Ocupó diversos puestos militares hasta que en 1931 fue ascendido a teniente general y nombrado inspector general de Artillería, comandante de la 14.ª División (agosto de 1933) y comandante del Ejército japonés en Taiwán (diciembre de 1935).
Cuando en 1937 estalló la segunda guerra sino-japonesa ya había sido ascendido a general. En febrero del año siguiente se convirtió en Comandante del Ejército japonés expedicionario desplegado en el Frente chino, sustituyendo al general Iwane Matsui (que había sido llamado a Japón tras el escándalo internacional de la Masacre de Nankín). En mayo de 1939 se convirtió en Ayudante de Campo del emperador Shōwa y en agosto se convirtió en Ministro de la Guerra, ocupando dicho puesto en los gobiernos de Nobuyuki Abe y Mitsumasa Yonai. Hata tuvo un destacado papel en la caída del Gobierno Yonai en julio de 1940, aunque ello supusiera su salida del gabinete. En marzo de 1941 marchó a China de nuevo y volvió a ocupar la dirección del Ejército expedicionario allí desplegado hasta finales de 1944, jugando un importante papel como Comandante en jefe de la Operación Ichi-Go. El 2 de marzo de ese año fue ascendido a Mariscal de campo, siendo la cúspide de su carrera militar. Al final de la guerra se encontraba en Hiroshima al mando de las tropas de la región en previsión de la invasión estadounidense de la metrópoli japonesa (Operación Downfall) y sobrevivió al bombardeo atómico del 6 de agosto. En los momentos finales de la guerra fue uno de los oficiales que estuvo de acuerdo en la Rendición de Japón a los Aliados, aunque pidió se le despojara de su título de Mariscal de Campo por los fracasos militares durante la guerra.

### Enjuiciamiento y últimos años
Tras el final de la contienda fue arrestado por las fuerzas aliadas de ocupación y acusado de crímenes de guerra. Fue juzgado en los Juicios de Tokio y en 1948 condenado a cadena perpetua bajo los cargos de "Conspiración", "Llevar a cabo una guerra de agresión" y "no haber intervenido desde su cargo para evitar atrocidades contra civiles". No obstante, Hata fue puesto en libertad condicional en 1955. Murió en 1962, mientras asistía a una ceremonia en honor a los caídos durante la guerra.

### Bibliobrafía
- Dupuy, Trevor N. (1992). The Harper Encyclopedia of Military Biography. New York: HarperCollins Publishers. ISBN 0-7858-0437-4.
- Fuller, Richard (1992). Shokan: Hirohito's Samurai. London: Arms and Armor. ISBN 1-85409-151-4.
- Hayashi, Saburo; Cox, Alvin D (1959). Kogun: The Japanese Army in the Pacific War. Quantico, VA: The Marine Corps Association.
- Maga, Timothy P. (2001). Judgment at Tokyo: The Japanese War Crimes Trials. University Press of Kentucky. ISBN 0-8131-2177-9.